# بارهنگ نیزه‌ای
کاردی یا بارهنگ نیزه‌ای (نام علمی: Plantago lanceolata) نام یک گونه از تیره بارهنگیان با ارتفاع ۳۰ تا ۶۰ سانتی‌متر است.